# Velika Polana
Velika Polana (mađarski: Nagypalina, prekomurski: Velka Polana ili Völka Polana) je naselje i središte istoimene općine u sjevernoj Sloveniji. Velika Polana se nalaze u južnom dijelu Prekmurje u blizini granice s Hrvatskom.

## Stanovištvo
Prema popisu stanovništva iz 2002. godine Velika Polana je imala 914 stanovnika.

## Vanjske poveznice
- Satelitska snimka naselja, plan naselja  Arhivirana inačica izvorne stranice od 29. srpnja 2017. (Wayback Machine)